# Kiss Unplugged
Kiss Unplugged ist das 1996 erschienene Livealbum der US-amerikanischen Hard-Rock-Band Kiss. Es dokumentiert den ersten gemeinsamen Auftritt der Gruppe in ihrer Originalbesetzung seit 1979 und war gleichzeitig der Startschuss zum Comeback von Masken und Kostümen sowie der extravaganten Bühnenshows der Band.

## Entstehungsgeschichte

### Einordnung in den musikalischen Hintergrund
Nachdem die Band nach dem Weggang von Peter Criss (1980) und Ace Frehley (1982) von Gene Simmons und Paul Stanley geleitet und die Karriere der Band Anfang der 1980er Jahre mit wechselnden Musikern fortgeführt wurde, bis sich 1984 eine stabile Besetzung mit Eric Carr (Schlagzeug) und Bruce Kulick (Leadgitarre) ergab, brachte die Band ab 1985 Alben in unterschiedlicher Qualität und mit geringerem kommerziellen Erfolg als in der Vergangenheit heraus. 1991 arbeitete die Gruppe am Album Revenge, als Eric Carr an Krebs erkrankte und im November des Jahres starb. Er wurde durch Eric Singer ersetzt, mit dem Revenge fertiggestellt und das Livealbum Alive III aufgenommen wurde.
1995 übernahm die Gruppe das von ihren Fans entwickelte Konzept der sogenannten „Kiss-Conventions“ und organisierte in verschiedenen australischen, kanadischen und amerikanischen Städten eigene Veranstaltungen, in deren Rahmen Originalkostüme aus den 1970 er und 1980er Jahren, Instrumente, Entwürfe für Schallplattencover und Show-Requisiten ausgestellt wurden, Coverbands spielten und schließlich Kiss auftraten, Fragen der Fans beantworteten und auf Zuruf Songs spielten. Es wurde eine komplette Tournee mit 32 Conventions organisiert, die am 3. Februar 1995 in Perth (Australien) begann und am 1. August 1995 in Pittsburgh endete. Den amerikanischen Teil der Convention Tour leitete Tommy Thayer.
Am 17. Juni 1995 kam auch Peter Criss zur Convention in Burbank (Kalifornien), nachdem er von Gene Simmons eingeladen worden war, um seiner Tochter Jenilee einen Teil seiner eigenen Geschichte zeigen zu können. Er wurde mit einer Limousine abgeholt und sang mit Kiss die Songs Hard Luck Woman und Nothin to Loose, die er auch zu seiner aktiven Zeit bei Kiss gesungen hatte.
MTV Unplugged war seit Erstausstrahlung der Sendung 1989 zu einem Format geworden, an dem Musiker großes Interesse hatten, teilzunehmen. Obwohl MTV nie großes Interesse an Kiss gezeigt hatte, war Alex Coletti, Produzent und Regisseur bei MTV, sehr daran gelegen, die Band für Unplugged zu gewinnen. Er traf sich mit Kiss’ Tourmanager Tim Rozner, der ihm eine Cassette mit der Aufnahme des Akustiksets einer der Conventions gab, und Coletti warb bei MTV dafür, Kiss für Unplugged zu holen. Als er auf positive Reaktionen stieß, traf er sich am 22. Juli auf der Kiss-Convention in Detroit mit der Band und trug seinen Vorschlag vor.
Von Anfang an war dabei geplant, Peter Criss und Ace Frehley Teil der Aufnahmen sein zu lassen; MTV ging wie selbstverständlich davon aus, dass die beiden Originalmitglieder bei der Aufzeichnung dabei sein würden. Es schien aber auch für Stanley und Simmons kein Problem darzustellen, wenn die Mitgründer von Kiss Teil der Show wären – letztlich war klar, dass alle Beteiligten – Band, Criss, Frehley und MTV – davon profitieren würden. Schließlich einigten sich beide Seiten auf einen Vertrag, der vorsah, dass Kiss in ihrer damals aktuellen Besetzung, verstärkt um die Gäste Criss und Frehley, am 9. August 1995 in den Sony Sound Studios in New York City Teil der Unplugged-Geschichte werden sollten. Nach dem Ende der Convention Tour begaben sich die Mitglieder der Band mit Frehley und Criss in die SIR Probenstudios, um sich auf die Sendung vorzubereiten.

### Aufzeichnung
Die Aufzeichnung von Kiss Unplugged fand am 9. August 1995 in den Sony Sound Studios in New York City statt. Die Band trat zunächst in ihrer damals aktuellen Besetzung (Gene Simmons, Paul Stanley, Bruce Kulick und Eric Singer) auf die Bühne und begann mit Comin' Home. Dieser Titel war vor 1995 noch nie live gespielt worden. Ein weiterer ungewöhnlicher Song für eine Kiss-Show war Plaster Caster, durch den deutlich wurde, dass Kiss auch Titel spielen würden, die sie zuvor selten oder nie live gespielt hatten. Den Abschluss des Konzerts in der vorgenannten Besetzung bildete Every Time I Look at You; für diesen Titel kam ein Orchester auf die Bühne, das die Band unterstützte. Phil Ashley spielte dabei Klavier.
Anschließend wurde die Bühne umgebaut, um Platz für ein weiteres Schlagzeug und einen zusätzlichen Barhocker zu machen. Währenddessen unterhielt die Band das Publikum im Studio mit akustischen Versionen von Heaven’s on Fire, Spit, C’mon and Love me und einer Countryversion von God of Thunder, bevor Paul Stanley ankündigte, dass Peter Criss und Ace Frehley ebenfalls auftreten würden.
Zum ersten Mal seit 1980 trat die Gruppe in ihrer Originalbesetzung öffentlich auf und spielte das von Ace Frehley gesungene Rolling-Stones-Cover 2.000 Man, dann sang Peter Criss Beth, bevor Kulick und Singer wieder zurückkehrten. Zu sechst spielte die Gruppe noch Nothin’ to Lose und Rock and Roll All Nite.
Die Aufzeichnung wurde anschließend von MTV bearbeitet, Kiss Unplugged wurde am 31. Oktober 1995 erstmals gesendet.

### Veröffentlichung
MTV hatte zunächst Bedenken, das Album zu veröffentlichen, obwohl Mercury Records angeboten hatte, den Vertrieb zu übernehmen. Danny Goldberg, der kurz zuvor zum Chef von PolyGram aufgestiegen und Anfang der 1980er Jahre als Creative Consultant für Kiss tätig gewesen war und für das Ablegen der Masken 1983 gesorgt hatte, forderte bei MTV einen persönlichen Gefallen ein, und kurz darauf einigten sich Plattenfirma und MTV auf eine Veröffentlichung im März 1996. Kiss Unplugged erschien als CD und Doppel-LP; die LP enthielt zusätzlich den Titel Got to Chose.
In den USA erhielt das Album Gold-Status.

## Titelliste
1. 2:21 Comin’ Home (Hotter than Hell; Gesang: Paul Stanley)
2. 3:17 Plaster Caster (Love Gun; Gesang: Gene Simmons)
3. 3:37 Goin’ Blind (Hotter Than Hell; Gesang: Gene Simmons)
4. 3:13 Do you Love me (Destroyer; Gesang: Paul Stanley)
5. 3:46 Domino (Revenge; Gesang: Gene Simmons)
6. 4:14 Sure Know Something (Dynasty; Gesang: Paul Stanley)
7. 2:57 A World Without Heroes (Music from the Elder; Gesang: Gene Simmons)
8. 3:20 Rock Bottom (Dressed to Kill; Gesang: Paul Stanley)
9. 2:26 See you Tonight (Gene Simmons Solo Album; Gesang: Gene Simmons)
10. 6:09 I Still Love You (Creatures of the Night; Gesang: Paul Stanley)
11. 4:43 Every Time I Look at You (Revenge; Gesang: Paul Stanley)
12. 5:12 2.000 Man (Dynasty; Gesang: Ace Frehley)
13. 2:50 Beth (Destroyer; Gesang: Peter Criss)
14. 3:42 Nothin’ to Lose (Kiss; Gesang: Eric Singer, Peter Criss, Paul Stanley)
15. 4:20 Rock and Roll All Nite (Dressed to Kill; Gesang: Gene Simmons)

## Medien

### CD
- Kiss MTV Unplugged, MTV Networks/PolyGram Records 532 291-2

### LP
- Kiss MTV Unplugged, MTV Networks/PolyGram Records 314 528 950-1 (mit Poster)

### DVD
- Kiss MTV Unplugged, Polygram Video 440 058 133-2 (TV-Fassung)
- Kissology – The Ultimate Collection, Vol. 3 1992–2000 (Ungeschnittene-Fassung mit Wiederholungen)